# Augusta Victoria
Augusta Victoria, senere Auguste Victoria var et skib, der blev taget i drift som oceanliner i 1889. Skibet var navngivet efter kejserinde Augusta Viktoria, der var gift med den tyske kejser Wilhelm 2.. Skibet lagde navn til den klasse af søsterskibe, der blev bygget som luksus oceanlinere, der blev benyttet af Hamburg-Amerika Linie. Skibet var det første med to propeller og var ved sin indsættelse den hurtigste liner over Atlanten.
Skibet blev i 1897 ombygget og forlænget og i 1904 blev skibet solgt til Den kejserlige russiske flåde, der gav hende navnet Kuban. Skibet blev ombygget som krydser, men fungerede som overvågnings- og rekognosceringsskib. Skibet kom ikke i kamp under den russisk-japanske krig og blev ophugget i 1907. 